# Friday (瑞贝卡·布莱克歌曲)
《Friday》是由克拉伦斯·杰伊和帕崔斯·威尔森创作，由美国歌手瑞贝卡·布莱克演绎的歌曲。该歌曲于2011年2月10日作为单曲发行，然后于2011年3月14日在iTunes上首播。《Friday》的制作公司为ARK音乐工厂 （Ark Music Factory），公司所有人为杰伊和威尔森。
因为对于歌词、对于布莱克声线使用软件修饰、以及对于录音带内容的恶评，该曲的音乐录影带很快获得极大关注。有大量的恶搞和重新混音作品面世。尽管恶评如潮，部分流行音乐名人，如克里斯·布朗、麥莉·希拉、西蒙·高維爾都站出来表示支持。

## 法律争端
《Friday》一曲的归属尚不明晰。2011年3月29日，布莱克母亲的律师向Ark音乐发去律师函，称后者未能履行他们在2010年11月的协议条款，并没有将歌曲和音乐录影带的母带交给她；并不当地声称布莱克已经独家签约该唱片；在未经许可的情况下利用该曲牟利，例如，销售《Friday》的铃声。虽然威尔森表示表示布莱克的母亲“会拿到母带和歌曲的所有权，他们可以全拿去”，并承认布莱克并没有和Ark签约，他的代理律师则表示Ark拥有该曲的版权，11月份的那份协议是无效的。

## 榜单成绩
| 榜单 （2011年）                          | 最高 排位 |
| ---------------------------------------- | --------- |
| 澳大利亚（澳大利亚唱片业协会数字曲目榜） | 40        |
| 巴西（《告示牌》百强电台榜）             | 66        |
| 巴西（《告示牌》流行歌曲榜）             | 79        |
| 加拿大（加拿大百强单曲榜）               | 61        |
| 愛爾蘭（愛爾蘭唱片音樂協會单曲榜）       | 46        |
| 新西兰（新西兰唱片音乐协会单曲榜）       | 33        |
| 英国（官方榜单公司单曲榜）               | 60        |
| 美国（《告示牌》百强单曲榜）             | 58        |
| 美国（《告示牌》最佳熱門發現歌曲榜）     | 1         |